# Dialeuropora photiniana
Dialeuropora photiniana es un hemíptero de la familia Aleyrodidae, con una subfamilia: Aleyrodinae.
Fue descrita científicamente por primera vez por Chen en 1997.